# محمدجهانخان پوپلزای
سردار محمد جهان خان پوپلزائی (۱۷۲۲-۱۷۷۷) پس از به سلطنت رسیدن احمدشاه درانی (۱۷۴۷ (میلادی)) به حیث سپهسالار نیروی نظامی احمدشاه تعین گردید. سپهه سالار فتوحات زیادی نمود در جنگهای هند مراتی ها را که یک قدرت در هند بودند شکست داد. 
تیمورشاه درانی در سال ۱۷۵۶ به سن ۹ سالگی بود که امورات هندوستان به او داده شد. از اینکه او سناً خورد/کوچک بود سردار جهانخان امورات هند را پیش می برد. 
در سال ۱۷۵۶ سردار جهانخان به حیث حکمران پنجاب مقرر گردید ولی با الاثر شورش های پنجاب واپس به قندهار برگشت. 
در سال ۲۶/۵/۱۷۶۷ نیروهای افغان به سرپرستی سردار جهان خان دوباره به پنجاب حمله نموده  مقاومت سیک ها و متحدین آنها را در نقاط مختلف پنجاب در هم شکستن قوای افغانی در این مناطق حاکم شدند. 
پس از فوت احمدشاه درانی، ولی خان پوپلزائی داماد خود شهزاده سلیمان را که پسر دوم احمدشاه بود در قندهار به پادشاهی نشاند. تیمورشاه درانی به قندهار حمله نموده شاه ولی را با فامیلش به قتل رسانید. بدین وسیله مخالفت جهان خان با تیمور شاه سرگرفت بالاخره در سال ۱۷۷۷ در شهر دلارام فراه توسط زهر کشته شد.

## منبع
- افغانستان در پنج قرن اخیر نوشته میرمحمدصدیق فرهنگ صفحات ۱۰۴ الی ۱۵۹ سلطنت احمدشاه و تیمورشاه درانی.
- خلاصه تایخ افغانستان